# ALL FOR ONE
『ALL FOR ONE』（オール・フォア・ワン）は、2015年8月5日に発売されたONE☆DRAFTの6枚目のフルアルバムである。発売元は徳間ジャパンコミュニケーションズ。

## 概要
- 前作「 ダイナマイト」から約10ヶ月ぶりのリリースとなる作品。また、収録曲全てがシングル曲を含まない未発表曲であるのは彼らのフルアルバムでは初めてのことである。

## 収録曲
1. LA LA LA ラビリンス
作詞:LANCE　作曲:LANCE・田尻知之(note native)・本澤尚之
2. 湾怒羅不斗 ～不屈の特攻隊長～
作詞:LANCE　作曲:LANCE・田尻知之(note native)・本澤尚之
今作のリード曲であり、スマートフォン向けゲームアプリ「暴走列伝 単車の虎」イメージソング
3. ALL FOR ONE
作詞・作曲：LANCE・RYO・MAKKI・谷口尚久
4. ALL & ALL & ALL
作詞：LANCE　作曲:LANCE・MAKKI
5. Over Drive
作詞:LANCE・MAKKI　作曲:LANCE・華原大輔
KBS京都「第97回全国高校野球選手権 京都大会」試合中継エンディングテーマ
6. この胸に直接響いてた
作詞:LANCE・MAKKI　作曲:LANCE・RYO・Growth
7. 男魂
作詞:LANCE・RYO　作曲:LANCE・RYO・田尻知之(note native)
8. ユメカナウ
作詞・作曲:LANCE・MAKKI
9. 愛しき人よ
作詞:RYO　作曲:LANCE・RYO・Tomokazu Matsuzawa
10. 風待ち
作詞・作曲:LANCE・谷口尚久
11. キラキラリラ
作詞・作曲:LANCE